# 49 км (зупинний пункт, Львівська залізниця)
49 кілометр — залізничний пасажирський зупинний пункт Івано-Франківської дирекції залізничних перевезень Львівської залізниці на неелектрифікованій лінії Чернівці-Північна — Ларга між станціями Новоселиця (16 км) та Мамалига (7 км). Розташований поблизу села Думени Чернівецького району Чернівецької області.

## Пасажирське сполучення
Через зупинний пункт курсували приміські поїзди до станцій Чернівці, Ларга, Сокиряни. З 18 березня 2020 року приміський рух припинено на невизначений термін.